# Воєнна організація України
Воє́нна організа́ція держа́ви — базовий елемент системи воєнної безпеки, сукупність органів державного управління військовим і військово-технічним будівництвом, оборонно-промислового і наукового комплексів держави, військових формувань та органів, призначених для виконання завдань воєнної безпеки воєнними та цивільними методами, а також нормативно-правова база, яка визначає функції, права, обов'язки і взаємозв'язки усіх елементів Воєнної організації.

## Призначення воєнної організації держави
Воєнна організація створюється державою для захисту особи, суспільства і державного ладу, забезпечення зовнішньої і внутрішньої безпеки, передусім, для відбиття зовнішньої агресії, що зазіхає на суверенітет, територіальну цілісність і соціально-політичний устрій держави, а також для придушення внутрішніх протиправних виступів, що загрожують суспільному ладу і політичному режиму.
Структура Воєнної організації держави залежить від рівня розвитку суспільства, характеру політичного устрою, соціально-економічної бази, а також від розвитку засобів збройної боротьби, умов внутрішньої і зовнішньополітичної обстановки. Зокрема, у воєнний час в рамках Воєнної організації держави можуть додатково створюватися партизанські формування, народні ополчення, міліцейські (жандармські) та інші частини.

## Воєнна організація України
В Україні під Воєнною організацією розуміється сукупність органів державної влади, військових формувань, утворених відповідно до законів України, діяльність яких перебуває під демократичним цивільним контролем з боку суспільства і безпосередньо спрямована на захист національних інтересів України від зовнішніх загроз. Закон України «Про демократичний цивільний контроль над Воєнною організацією і правоохоронними органами держави» дає більш конкретне тлумачення терміна «Воєнна організація». Згідно з ним це охоплена єдиним керівництвом сукупність органів державної влади, військових формувань, утворених відповідно до Конституції і законів України, діяльність яких перебуває під демократичним контролем суспільства і відповідно до Конституції та законів України безпосередньо спрямована на вирішення завдань захисту інтересів держави від зовнішніх та внутрішніх загроз.
До основних елементів Воєнної організації України належать: Верховна Рада, Президент, Рада національної безпеки і оборони, Кабінет Міністрів, Міністерство оборони, Генеральний Штаб ЗС України, інші військові формування, правоохоронні органи, інші центральні органи виконавчої влади, органи місцевого самоврядування, підприємства, установи та організації, окремі громадяни.
Тобто, Військова організація держави це єдиний організм, який структурно складається з двох підсистем (компонентів): органів державної влади (управлінсько-регламентуючий компонент) і військових формувань (силовий компонент). Базова складова воєнної безпеки — Збройні Сили України. Крім них силовий компонент системи включає Державну прикордонну службу, Внутрішні війська Міністерства внутрішніх справ, військові підрозділи Управління державної охорони, Служби безпеки України, Міністерства з питань надзвичайних ситуацій інші державні військові формування.
Нормативно-правову базу воєнної організації держави як інструмента національної безпеки формують закони України «Про основи національної безпеки України», «Про оборону України», «Про Раду національної безпеки і оборони України», «Про Збройні Сили України», а також Стратегія національної безпеки і Воєнна доктрина України, які розмежовують права та функції державних органів України як складових воєнної організації.

## Критика і підходи до формування сучасної моделі воєнної організації
В українському законодавстві існує цілий ряд колізій (правових розбіжностей), які породжують плутанину при визначенні, функцій, завдань та повноважень структурних ланок воєнної організації держави. Експерти в галузі національної безпеки відзначають неефективність, непослідовність, недостатня наукова обґрунтованість, незадовільну координацію та взаємоузгодженість дій компонентів Воєнної організації України, які обумовлені відсутністю чіткого управління нею, безсистемністю та хаотичністю більшості процесів, що відбуваються в цій сфері діяльності, недостатнім нормативно-правовим, організаційним, науково-методичним, інформаційно-аналітичним та ресурсним забезпеченням воєнної безпеки. Сучасні безпекові проблеми та виклики вимагають принципово нових науково обґрунтованих підходів до формування Воєнної організації держави і сектору безпеки в цілому, пошуку ефективніших шляхів та механізмів захисту національних інтересів від реальних та потенційних загроз воєнного характеру.

## Розробка стратегії воєнної безпеки України
20 січня 2021 року Кабінет Міністрів України схвалив проєкт указу Президента про введення в дію рішення Ради національної безпеки і оборони «Про Стратегію воєнної безпеки України».
«Стратегією воєнної безпеки України визначаються шляхи досягнення цілей і реалізації пріоритетів державної політики у воєнній сфері, сферах оборони і військового будівництва, зокрема, стосовно безпекового середовища в контексті воєнної безпеки; цілі, пріоритети, завдання та шляхи реалізації державної політики у сфері оборони; соціально-політичні, економічні та інші умови реалізації державної політики у сфері оборони, воєнно-політичні та воєнно-стратегічні обмеження; ресурсне забезпечення потреб оборони; перспективна модель організації оборони, Збройних сил України та інших складових сил оборони в частині визначених завдань з оборони держави, стратегії та критеріїв досягнення спільних оборонних спроможностей; імовірні сценарії застосування сил безпеки і сил оборони для виконання завдань з оборони держави з розподілом відповідальності складових сектору безпеки і оборони за організацію оборони України, захисту її суверенітету, територіальної цілісності і недоторканності; управління ризиками у сфері воєнної безпеки», - йдеться в пояснювальній записці до проєкту указу.

## Законодавчі акти України
- Закон України Про основи національної безпеки України
- Стратегія національної безпеки України
- Закон України Про засади внутрішньої і зовнішньої політики [Архівовано 23 січня 2022 у Wayback Machine.]
- Воєнна доктрина України [Архівовано 22 березня 2022 у Wayback Machine.]
- Закон України Про оборону України [Архівовано 5 лютого 2012 у Wayback Machine.]
- Закон України Про Збройні Сили України [Архівовано 5 лютого 2012 у Wayback Machine.]

## Електронні джерела
- Національна безпека України. Ліпкан В. А. Національна академія внутрішніх справ України. 2003
- Національна безпека України. Під ред. Бєлова О. Ф. Національний інститут стратегічних досліджень. 1997 [Архівовано 14 серпня 2014 у Wayback Machine.]
- Нормативно-правові питання розвитку системи забезпечення воєнної безпеки — складової національної безпеки і оборони України. Погібко О. І. VuzLib.com [Архівовано 14 серпня 2014 у Wayback Machine.]